# Волф Калер
Волф Калер је немачки глумац, рођен 3. априла 1940. године у Килу тадашња (Нацистичка Немачка).

## Каријера
После 1975. почиње да глуми у британским и америчким филмовима и серијама. Захваљујући својој висини од 187 центиметара, плавом косом и очима, и јаком темпераменту најчешће је глумио нацисте. Његова најпознатија улога је улога нацисте пуковника Дитриха у првом делу филма Индијане Џоунса.

## Филмографија
| Улоге Волфа Калера |                               |               |                            |          |
| Година             | Српски назив                  | Изворни назив | Улога                      | Напомена |
| 1975.              | Бери Линдон                   |               | принц од Тубингена         |          |
| 1976.              | Орао је слетео                |               | Хауптштурмфирер Флајшер    |          |
| 1978.              | Снага 10 са Наварона          |               | немачки војник у Складишту |          |
| 1978.              | Момци из Бразила              |               | Ото Швимер                 |          |
| 1979.              | Пешчана загонетка             |               | Вилхелм II Немачки         |          |
| 1979.              | Нестала госпођа               |               | Хелмут                     |          |
| 1980.              |                               |               | Де Гојер                   |          |
| 1980.              | Морски вукови                 |               | Тромпета                   |          |
| 1981.              | Отимачи изгубљеног ковчега    |               | пуковник Херман Дитрих     |          |
| 1982.              | Ватрена лисица                |               | Јуриј Андропов             |          |
| 1983.              | Тврђава                       |               | Шуцштафел ађутант          |          |
| 1985.              | Тед и две нуле                |               | Фелипе Арк-ен-Кил          |          |
| 1993.              | Остаци дана                   |               | Јоаким фон Рибентроп       |          |
| 1994.              | Пети у квартету               |               | Берт Кампферт              |          |
| 1996.              | Лох Нес                       |               | др. Милер                  |          |
| 2001.              | Изгубљени батаљон             |               | генерал Фон Сибел          |          |
| 2001.              | Британика                     |               | капетан Кригер             |          |
| 2001.              | Шарлота Греј                  |               | поручник Линдерман         |          |
| 2004.              | Бриџет Џоунс: На ивици разума |               | коментатор                 |          |
| 2011.              | Шерлок Холмс: Игра сенки      |               | др. Хофманштал             |          |
| 2012.              | Кокнијевци против зомбија     |               | нацистички официр          |          |